# 1,2,3,5-苯四甲酸
1,2,3,5-苯四甲酸是一种有机化合物，化学式为C10H6O8。它可以通过相应烷基侧链苯的氧化制备。
1,2,3,5-苯四甲酸和硝酸银在不同条件下（pH、金属盐用量等）反应，可以得到[Ag2(H2btec)(H2O)]、[Ag3(Hbtec)]以及[Ag4(btec)]。硝酸锌在碱性条件以及4,4'-联吡啶配体的存在下和1,2,3,5-苯四甲酸反应，生成双配体配合物[Zn(H2btec)(bpy)0.5]。上述银和锌的化合物均为配位聚合物，在水热条件下合成得到。